# How to Touch a Girl
Singles de JoJo
Too Little Too Late
(2006) Anything
(2007)
How to Touch a Girl est une chanson de la chanteuse américaine JoJo sorti le 14 novembre 2006. 2e single extrait de l'album de The High Road. La chanson a été écrite par Billy Steinberg, Josh Alexander, JoJo et produit par Josh Alexander, Billy Steinberg. La chanson fait une référence lyrique à la chanson de 1985 de Whitney Houston "Saving All My Love for You" dans son pont.

## Liste des pistes
- CD single aux États-Unis

1. How to Touch a Girl (Radio Edit) – 4:02
2. How to Touch a Girl (Instrumental) – 4:30
3. How to Touch a Girl (Call Out Hook) – 0:42

## Classements
| Classement (2006-2007)                    | Meilleure position |
| ----------------------------------------- | ------------------ |
| Portugal (AFP)                            | 15                 |
| États-Unis (Pop 100)                      | 76                 |
| États-Unis Bubbling Under Hot 100 Singles | 4                  |